# Ernsting’s family
Ernsting’s family GmbH & Co. KG er en tysk tøjbutikskæde med hovedkvarter i Coesfeld i Westfalen. Der sælges primært tøj til kvinder og børn.
De har ca. 1.865 butikker i Tyskland og Østrig. I 2017 havde de en omsætning på over 1 mia. euro og der var 12.000 ansatte.
Kurt Ernsting åbnede den første butik i 1967.